# 캔자스시티 블루스 (아메리칸 어소시에이션)
캔자스시티 블루스(Kansas City Blues)는 미국 중서부 미주리주 캔자스시티를 연고지로 했던 마이너 리그 베이스볼 구단이다. 1902년 아메리칸 어소시에이션 시작 당시 리그에 참가했던 최초의 8팀 중 하나였다.
1918년에 아메리칸 어소시에이션 우승을 차지하지 전까지는 경쟁력 있는 선수단을 구축하지 못했다. 이후 1923년과 1929년에 다시 리그 우승을 차지했으며, 두 해 모두 9전 5선승제로 치러지는 주니어 월드 시리즈에 진출해 상대 팀인 인터내셔널 리그의 볼티모어 오리올스와 로체스터 레드윙스를 꺾어 시리즈 우승을 차지했다.
1935년에 피츠버그 파이리츠 산하 마이너 리그 팀이 되었다가, 다음해인 1936년에는 뉴욕 양키스 산하에 들어갔다. 1938년 주니어 월드 시리즈에 진출해 역시 양키스의 팜팀이었던 뉴어크 베어스를 꺾고 우승을 차지했다.
1955년에 아메리칸 리그의 필라델피아 애슬레틱스가 캔자스시티로 이전했고, 이에 따라 블루스는 콜로라도주 덴버로 이전하여 덴버 베어스로 바뀌었다.
1923년, 1929년, 1939년의 블루스 선수단은 역대 가장 위대한 마이너 리그 팀 100에 선정되었다.

## 주요 인물
명예의 전당 헌액자
- 제이크 베클리 - 1루수, 감독, 1908년~1909년
- 벌리 그라임스 - 감독, 1946년
- 미키 맨틀 - 외야수, 세 차례 아메리칸 리그 MVP 수상[3]
- 필 리주토 - 1940년 스포팅 뉴스 선정 올해의 마이너 리그 선수
- 트리스 스피커 - 감독, 1933년
- 케이시 스텡걸 - 우익수, 1910년~1911년, 감독, 1945년

선수 및 감독
1929년 주니어 월드 시리즈 우승을 달성했을 때의 선수가 포함되어 있다.
- 더치 즈윌링 - 감독
- 피 리지 데이 - 투수
- 조 쿠헬 - 1루수, 후일 워싱턴 세너터스에서 선수 생활을 함
- 린 넬슨 - 투수
- 프레드 니컬슨 - 외야수
- 빌 왐스갠스 - 유격수, 1920년 월드 시리즈에서 무보살 삼중살을 만들어내는데 관여함

기타
- 해리 크래프트 - 감독
- 조지 코크랜 - 내야수
- 딕 크리호스키 - 1루수
- 알 로센 - 네 차례 올스타 선정, 1953년 아메리칸 리그 MVP
- 호머 스무트 - 외야수
- 빌스 베커 - 외야수, 1916년~1919년, 1922년~1924년
- 찰리 실베라 - 포수, 1946년